# Hrabstwo Monmouth
Monmouth – hrabstwo w stanie New Jersey (Stany Zjednoczone). Populacja liczy 615 301 mieszkańców (stan według spisu z 2000 roku).
Powierzchnia hrabstwa to 1723 km². Gęstość zaludnienia wynosi 503 osób/km².

## Miasta
- Asbury Park
- Long Branch
- Loch Arbour (wieś)

## CDP
- Allenwood
- Belford
- Cliffwood Beach
- East Freehold
- Fairview
- Leonardo
- Lincroft
- Morganville
- Navesink
- North Middletown
- Oakhurst
- Ocean Grove
- Port Monmouth
- Ramtown
- Robertsville
- Shark River Hills
- Strathmore
- Wanamassa
- West Belmar
- West Freehold
- Yorketown